# Церква Святого Миколая (Тудорів)
Церква Святого Миколая в Тудорові — парафія і храм греко-католицької громади Копичинецького деканату Бучацької єпархії Української греко-католицької церкви в селі Тудорів Чортківського району Тернопільської области.

## Історія церкви
У 1732 році в селі Тудорів збудували дерев'яну греко-католицьку церкву, що свідчить про існування парафії.
У 1936 році, після будівництва нового мурованого храму, дерев'яну церкву подарували греко-католикам села Черкавщина Чортківського району.
Після Львівського псевдособору парафія перейшла під юрисдикцію РПЦ, хоча віддані греко-католики продовжували проводити підпільні богослужіння у своїх оселях протягом 60-х—80-х років ХХ століття.
У 1990 році, після виходу УГКЦ з підпілля, була утворена легальна греко-католицька парафія. Оскільки громада становила меншість, вірні почали молитися на місці старої церкви, де спочатку збудували престол, а потім облаштували дерев'яну капличку.
Більш чисельна громада УАПЦ (згодом УПЦ КП) відмовилася від почергового використання храму. Тому греко-католицька громада у 1996—1998 роках збудувала власну каплицю.
11 жовтня 1998 року владика Тернопільської єпархії Михаїл Сабрига освятив новозбудовану капличку.

## Парохи
- о. Яків Бояновський (1783—1811, похований на місцевому цвинтарі),
- о. Іван Волянський (1840—1872),
- о. Теофіл Соневицький (1895—1938),
- о. Роман Гузан (1938—1939),
- о. Ярослав Бенеш (квітень 1939),
- о. Мар'ян Рогожевський,
- о. Степан Ковалів (1952—1957),
- о. Горинь (1962—1965),
- оо. Іван та Тарас Сеньків,
- о. Іван Гура,
- о. Володимир Рута,
- о. Василь Погорецький,
- о. Роман Гладій (1998—2006),
- о. Андрій Юськів (з 2006).